# In the Trap - Nella trappola
In the Trap - Nella trappola è un film horror del 2019 diretto da Alessio Liguori.

## Trama
Da bambino, Philip ha visto sua sorella morire per opera di una creatura demoniaca. Cresciuto sempre nella fede e seguito negli anni da un prete come guida spirituale, l'uomo continua a vivere nella casa d'infanzia anche dopo la morte di sua madre, quando lavora come correttore di bozze. La sua vita è serena anche grazie a una nuova compagna Catherine, una violinista di cui è ben lieto di parlare alla sua guida spirituale. Proprio a partire da questo momento, tuttavia, il demone che si prese sua sorella riappare e sembra voler possedere proprio Catherine 

## Produzione
Secondo lungometraggio di Alessio Liguori, dopo il thriller fantascientifico Report 51 del 2013, è stato scritto da Daniele Cosci e recitato interamente in lingua inglese da un cast internazionale. È stato prodotto dalla Dreamworldmovies di Luigi De Filippis, in collaborazione con Mad Rocket Entertainment con i produttori esecutivi Alessandro Risuleo e Simone Bracci, e nonostante il film sia ambientato in una non specificata cittadina dell'Inghilterra, è stato girato principalmente in interni a Roma e soprattutto negli studi della Latina Film Commission a Latina. Alcuni esterni sono stati effettivamente girati in Cornovaglia, lungo le scogliere del Devon.

## Distribuzione
Il film è stato presentato il 31 ottobre 2019 al Trieste Science+Fiction Festival, in concorso nella sezione Méliès D'Argent. Il 6 dicembre 2019 il film è uscito nelle sale in Vietnam con il titolo Bẫy Quỷ, mentre è stato distribuito in Russia a partire dal 20 febbraio 2020.
La data di uscita nelle sale italiane, prevista inizialmente per il 26 marzo 2020, è stata posticipata a causa della pandemia di COVID-19.